# Kovács Dániel (művészettörténész)
Kovács Dániel (Dunaújváros, 1983 –) magyar művészettörténész, művészettörténet tanár, a Magyar Építészeti Múzeum és Műemlékvédelmi Dokumentációs Központ muzeológusa, építészeti kritikus.

## Élete
Az Eötvös Loránd Tudományegyetem Bölcsészettudományi Karán végzett felsőfokú tanulmányokat. 2007-ben művészettörténész és művészettörténet tanári diplomát szerzett.
2007-től 2013-ig a hg.hu építészeti- és designmagazin szerkesztőjeként, majd főszerkesztőjeként működött. 2010-től a Kortárs Építészeti Központ kurátora. 2013-ban a Szépművészeti Múzeum, majd 2014–2015-ben a Moholy-Nagy Művészeti Egyetem projektmenedzsere. 2015 őszétől 2018-ig a Collegium Hungaricum Berlin programigazgatója. 2019–2020-ban az Építészfórum társfőszerkesztője Somogyi Krisztinával. 2021-től a Magyar Építészeti Múzeum MDK Magyar Építészeti Múzeum munkatársa.
Fő kutatási területe az építészettörténet, azon belül a szecessziós, az art déco, a modern és a kortárs irányzatok, amelyekből több tanulmánya, cikke, könyve jelent meg.
Munkásságát 2020-ban (megosztott) Ezüst Ácsceruza-díjjal jutalmazták.

## Művei

### Könyvek
- Szecessziós Budapest, Andron Könyv Kft., Budapest, 2012, ISBN 9789638964007[5] (új kiadás: Kedves László Könyvműhelye, Budapest, 2018,[6] 2021)[7]
- Budapest Art Deco, Andron Könyv Kft., Budapest, 2015, ISBN 9789638964045[8]
- Art déco és modern Budapest, Kedves László Könyvműhelye, Budapest, 2019, ISBN 9786150049731[9]
- A végtelen építészete – Magyar Péter munkássága, Artem Books, Budapest, 2023, ISBN 9786150190686[10]
- Szocreál és késő modern Budapest, Kedves László Könyvműhelye, Budapest, 2024, ISBN 9786158219150[11]

### Cikkek
- Kovács Dániel: A végtelen építészete – Magyar Péter munkássága / Könyvbemutató (epiteszforum.hu, 2023. nov. 30.)
- Kovács Dániel: A modernista épületek elutasításával a személyes történeteinket is megtagadjuk (hvg.hu, 2021. máj. 23.)